# Pauline Marois
Pauline Marois (ur. 29 marca 1949 w mieście Quebec) – premier kanadyjskiej prowincji Quebec w latach 2012-2014.
Pauline Marois studiowała nauki społeczne na Uniwersytecie w Laval i otrzymała tytuł magisterski w HEC Montreal. W wieku 32 lat została ministrem w rządzie René Lévesque. W latach 90. piastowała m.in. teki ministra finansów, zdrowia i edukacji.
Została szefową Partii Quebeckiej 26 czerwca 2007. Po wygranych wyborach z dnia 4 września 2012 została zaprzysiężona na 30. premiera rządu prowincji Quebec w dniu 17 września 2012. W tych wyborach Partia Quebecka uzyskała 54 mandaty na 125 w parlamencie prowincji. Pauline Marois została pierwszą w historii kobietą premierem prowincji Quebec.
Jest przedstawicielką ruchu niepodległościowego, którego ostatecznym celem jest utworzenie odrębnego państwa quebeckiego na drodze demokratycznej.
W przedterminowych wyborach w dniu 7 kwietnia 2014 Partia Quebecka poniosła dotkliwą porażkę a Pauline Marois straciła stanowisko premiera rządu prowincji Quebec. Pauline Marois nie uzyskała również mandatu deputowanego do Zgromadzenia Narodowego i zrezygnowała ze stanowiska szefa Partii Quebeckiej.